# Henri Sarolea

Henri Sarolea

Henri Sarolea (* 18. Januar 1844 in Maastricht; † 12. September 1900 in Heerlen) war ein bedeutender niederländischer Eisenbahningenieur und zudem Mitbegründer der Heerlener Oranje-Nassau-Bergwerksgesellschaft.

## Vita
Nach einigen Jahren im Kolonialdienst in Niederländisch-Indien (Indonesien) zog Sarolea für seine letzten Lebensjahre nach Heerlen. Heerlen war zu jener Zeit noch ein ländlich geprägtes Dorf. Eisenbahnanschlüsse an umliegende größere Städte wie Maastricht, Sittard, Aachen oder gar nach Lüttich fehlten damals. Zug fahren konnte man günstigstenfalls ab Simpelveld (Linie Aachen-Maastricht).
Sarolea war 42 Jahre alt, als er 1886 Pläne für die Anlage der Bahnstrecke Sittard–Herzogenrath erstellte. Allerdings zögerte die niederländische Regierung noch mit dem Bau einer Bahn im aus nationaler Sicht hintersten Winkel des Landes. Aber nach langem Tauziehen gelang es Sarolea sich schließlich durchzusetzen. Am 1. Januar 1896 eröffnete die Bahnlinie feierlich und wurde dem Verkehr übergeben.
Durch den Bau der Bahn ging man einen wichtigen Schritt in Richtung der Industrialisierung der Region und zum Boom des Bergbaus aufgrund nun deutlich effizienterer Transportmöglichkeiten für den Kohlenabsatz. Nur so ist das starke Wachstum der Zechen in Heerlen und Umgebung zu verstehen, dass in der Folge einsetzte.
Das Problem des Kohlentransports betraf Sarolea auch persönlich, hatte er doch mit den deutschen Brüdern Carl Honigmann und Friedrich Honigmann wenige Jahre zuvor auch in Heerlen die Bergbaugesellschaft Oranje-Nassau gegründet, deren erste Zeche Oranje-Nassau I bald nach Eröffnung der Bahnlinie die Förderung von Anthrazit aufnahm, der als Hausbrand- und Kesselkohle diente.
Sarolea konnte sich nur kurz am Erfolg seiner letzten Lebensleistungen erfreuen. Er verstarb am 12. September 1900 in Heerlen infolge eines langjährigen Herzleidens an einem Herzschlag. Er wurde 56 Jahre alt.

## Trivia
In Heerlen ist eine der wichtigsten Geschäftsstraßen nach Henri Sarolea benannt. Die Saroleastraat (beziehungsweise Sarool wie man in Heerlen zu sagen pflegt) führt vom Hauptbahnhof ins innerstädtische Geschäftszentrum von Heerlen.